# Liste der Kategorie-A-Bauwerke in East Renfrewshire

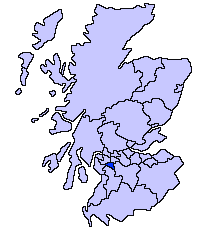
Lage von East Renfrewshire in Schottland

Die Liste der Kategorie-A-Gebäude in East Renfrewshire umfasst sämtliche in der Kategorie A eingetragenen Baudenkmäler in der schottischen Council Area East Renfrewshire. Die Einstufung wird anhand der Kriterien von Historic Scotland vorgenommen, wobei in die höchste Kategorie A Bauwerke von nationaler oder internationaler Bedeutung einsortiert sind. In East Renfrewshire sind derzeit fünf Gebäude in der Kategorie A gelistet. Derzeit sind in East Renfrewshire 5 Kategorie-A-Bauwerke ausgewiesen.
| Name                     | Lage                                           | Typ             | Eintrag | Bild                     |
| ------------------------ | ---------------------------------------------- | --------------- | ------- | ------------------------ |
| Caldwell House           | nahe Uplawmoor 55° 45′ 17,4″ N, 4° 31′ 38,1″ W | Herrenhaus      | 14255   | Caldwell House           |
| Capelrig House           | Newton Mearns 55° 47′ 11,9″ N, 4° 19′ 36,1″ W  | Villa           | 18523   | Capelrig House           |
| Mearns Castle            | Newton Mearns 55° 46′ 11,1″ N, 4° 18′ 33,8″ W  | Wohnturm        | 18536   | Mearns Castle            |
| Greenbank House          | Clarkston 55° 46′ 53,8″ N, 4° 17′ 44,8″ W      | Villa           | 18537   | Greenbank House          |
| Waulkmill Glen Reservoir | nahe Newton Mearns 55° 47′ 30″ N, 4° 21′ 17″ W | Wasserreservoir | 51186   | Waulkmill Glen Reservoir |